# ومبورن
ومبورن (به انگلیسی: Wombourne) یک روستا و محله مدنی در بریتانیا است که در South Staffordshire واقع شده‌است. ومبورن ۱۴٬۱۵۷ نفر جمعیت دارد.